# August Hlond
 (juin 2018).
Si vous disposez d'ouvrages ou d'articles de référence ou si vous connaissez des sites web de qualité traitant du thème abordé ici, merci de compléter l'article en donnant les références utiles à sa vérifiabilité et en les liant à la section « Notes et références ».
August Hlond, né le 5 juillet 1881 à Brzenskowitz (pl) dans l'arrondissement de Kattowitz (de) en province de Silésie (aujourd'hui Mysłowice en Pologne) et mort le 22 octobre 1948 à Varsovie, est un salésien, qui fut évêque de Katowice en 1925, puis archevêque de Gniezno et de Poznań en 1926, primat de Pologne et archevêque de Varsovie à la fin de 1946. Il est reconnu vénérable par l'Église catholique. 

## Biographie
Né dans une famille modeste, il fut élevé dans le patriotisme polonais. A 12 ans, attiré par la renommée de Jean Bosco, il partit pour l'Italie avec son grand frère pour devenir salésien. Il reçut la soutane des mains de Michel Rua en 1896. Diplômé de l'Université Grégorienne à Rome, il rentra en Pologne où il fut ordonné prêtre le 23 septembre 1905. 
En 1919, il fut nommé supérieur des salésiens de la province polonaise. En trois ans de mandat, il lança la fondation de dix nouvelles communautés. En 1926, le pape Pie XI le nomme évêque de Katowice, avant de le créer cardinal le 20 juin 1927. Il présida la Conférence épiscopale polonaise de 1926 à 1948, et fut chargé de la diaspora polonaise, pour laquelle il fonda une nouvelle congrégation religieuse composée de prêtres, la Société du Christ pour les émigrants de Pologne, fondée en 1932 avec le père Posadzy. 
Contraint à l'exil à cause de ses prises de position contre Hitler,  il trouva refuge à Lourdes puis à l'abbaye d'Hautecombe, où il fut arrêté par la Gestapo le 3 février 1944. Refusant d'apporter son soutien à la formation d'un gouvernement polonais fasciste, il fut déporté en Lorraine puis en Westphalie, où il fut emprisonné jusqu'à sa libération par les alliés le 1er avril 1945. À son retour à Poznań, étant passé auparavant au Vatican, il trouve son pays aux mains d'un régime communiste, totalitaire et opposé à la liberté religieuse, qu'il combattit jusqu'à sa mort. Il échappa à de nombreuses tentatives d'assassinat. Son action dans l'expulsion du clergé catholique allemand de Silésie et de Breslau à partir de mai 1945, fut critiquée par les catholiques allemands.

## Béatification
La cause pour la béatification du cardinal Hlond débute le 9 janvier 1992 à Varsovie. L'enquête diocésaine se clôture le 6 mars 1998, puis est envoyée à Rome pour y être étudiée par la Congrégation pour les causes des saints. 
Le 19 mai 2018, le pape François reconnaît que le cardinal Hlond a vécu les vertus chrétiennes à un degré héroïque, lui attribuant ainsi le titre de vénérable, première étape avant la béatification.